# جهنم الصغرى (كتاب)
كتاب جهنم الصغرى هو كتاب من تأليف الدكتور مصطفى محمود يتحدث فيه عن حياة الاغنياء في ثوب كلاسيكي حيث ينهار كل شئ بعد الغنى والعز وتظهر وجوه الناس الحقيقية وينزوي القناع، ويدخل الغني في دوامة نفسية وحياة كئيبة مزرية. حوارات المسرحية سلسة ولغة بسيطة مفهومة وأحداثها موضوعية ومختصرة بشكل فني دقيق. أما القصتان القصيرتان فهما أجود من المسرحية نفسها وذو طابع رمزي وفلسفي عميق.

## مقتطفات من الكتاب
- “عدم الاختيار هو أسوأ اختيار.. والسكوت حكم من أسوأ كل حكم”
- “المستقبل كله علامة استفهام”
- “لا.. أنا ناوي أخطب في جامع نفسي الأول، ناوي أوقف على منبر حياتي الخربانة وازعق في وداني أنا.. وأندب نجاحي اللي كان عين الفشل وسعودي اللي كان عين السقوط”
- “اللي يعيش النهار لازم يعيش الليل.. إحنا على ارض بتدور”
- “كل واحد منهيا له انه على الحق. الحق بقى نسخ كثيرة أوي بعدد الناس”
- “هي فوضى بسببنا إحنا.. تصريفنا لدنيانا هو اللي سبب مل الفوضى والعذاب.. ربنا بيحب الكل.. لكن الإنسان هو اللي عدو نفسه..”
- “إحنا بنغني أغاني الهجر كل يوم. .لكن اللي عاش الهجر يعرف إنه شيء تاني. .فرق كبير بين كلمة الفقر وطعم الفقر. .بين سيرة الغدر وطعم الغدر”
- “أنا بقيت إنسان تاني مريض.. وجائز رأيي كمان هو رأي مريض زيي.. جائز رأيي بقى أعمى زي عيني فعلاً.. لكن أنا معذور.. أنا مش قادر أشوف بعينك ولا اسمع بودنك.. مش قادر أكون أي حد غير نفسي واجاملك وأنا عارف انها اخر كلمة حقولها وآخر دقة قلب.. أنا القضية وأنا الموضوع ومش ممكن اقدر اخرج عن الموضوع”
- “نعمت: طيب ليه الدنيا فوضى. .ليه كلها عذاب. مطر: هي فوضى بسببنا إحنا. رتصريفنا لدنيانا هو اللي سبب كل الفوضى والعذاب.. ربنا بيحب الكل. .لكن الإنسان هو اللي عدو نفسه.”
- “أحمد: قوليلهم حاجة بالمزيكة يمكن يفهموا.. ماعندكيش مزيكة تهز المخ بدل ماتهز الوسط جانيت: الموسيقى اللي أنت طالبها دي تعوز الف عازف.. تعوز اوركسترا أحمد: ابدًا.. تعوز أودان.. وهم ماعندهمش ودان إنما عندهم سنان”

## وصلات خارجية
- فيديو حلقات الدكتور مصطفى محمود.
- مدونة الدكتور مصطفى محمود.
- "كان نائماً في سكينة تامة لم يستيقظ منها": ابنة مصطفى محمود لـ"العربية.نت": العالم الكبير رحل في هدوء، العربية نت، 31 أكتوبر 2009.
- صفحة مصطفى محمود على موقع أبجد
- صفحة اقتباسات مصطفى محمود على موقع أبجد
- صفحة باسم الدكتور رائعة على الفيس بوك
- الفيلم الوثائقي العالم والايمان على اليوتيوب
- محمود تحميل كتب الدكتور مصطفى محمود كاملة pdf